# Alepoú
Alepoú (Alepou) är en ort i Grekland.   Den ligger i prefekturen Nomós Kerkýras och regionen Joniska öarna, i den västra delen av landet, 400 km nordväst om huvudstaden Aten. Alepoú ligger 40 meter över havet och antalet invånare är 3 149. Den ligger på ön Korfu.
Terrängen runt Alepoú är huvudsakligen platt, men söderut är den kuperad. Havet är nära Alepoú åt nordost. Närmaste större samhälle är Korfu, 2,1 km öster om Alepoú. 